# Cyrille Fijnaut
Cyrille Fijnaut (Heerlen, 31 augustus 1946) is een Nederlands criminoloog en hoogleraar rechtsvergelijking (sinds 2001) aan de Universiteit van Tilburg. Tevens is hij hoogleraar aan de Katholieke Universiteit Leuven.

## Biografie
Fijnaut genoot zijn middelbare schoolopleiding aan het St.-Willibrord Gymnasium te Deurne. Tussen 1965 en 1968 bezocht hij de Politieacademie. Daarna studeerde hij criminologie en filosofie te Leuven, waar hij in 1979 tot lecturer werd benoemd. Tussen 1983 en 1986 werkte hij als adviseur voor het ministerie van Justitie, waarna hij in laatstgenoemd jaar een baan als hoogleraar aan de Erasmus Universiteit Rotterdam aanvaardde. Hij bekleedde die functie tot 1989 en werd in dat jaar hoogleraar te Leuven in de criminologie en het strafrecht. Sinds 1998 is hij eveneens hoogleraar in het recht te New York.
Fijnaut deed onderzoek in opdracht van de Commissie Van Traa naar de georganiseerde misdaad en was lid van de Commissie Van der Haak die onderzoek deed naar de beveiliging van Pim Fortuyn.
In november 2003 heeft minister Donner Fijnaut verzocht een advies uit te brengen over de inrichting, de aansturing en het optreden van de speciale (arrestatie)eenheden. Het advies werd neergelegd in het rapport 'De herinrichting van het stelsel van speciale eenheden' van 25 mei 2004. Dit advies luidde om niet slechts de BBE’n, maar het totale stelsel van speciale eenheden (inclusief de Aanhoudings- en Ondersteuningseenheden (AOE’n) van politie en Koninklijke Marechaussee (KMar)) te herstructureren. Het advies is tot staatsgeheim verklaard.
Eind 2006 verscheen van de hand van Fijnaut het boek 'De geschiedenis van de Nederlandse politie' (uitgeverij Boom).
Volgens Fijnaut is de beste manier om de handel in softdrugs te beperken het sluiten van alle coffeeshops.
In 2010 besloot Fijnaut zijn omvangrijke collectie boeken op het gebied van onder meer misdaad, recht, criminologie en politie te schenken aan de Politieacademie. De collectie wordt vanaf 2021 permanent tentoongesteld in het atrium van het hoofdgebouw in Apeldoorn.
In 1993 werd aan Fijnaut de Rijkspolitie Award uitgereikt voor zijn geleverde bijdragen ten voordele van de politie.